# 椿峰ニュータウン
椿峰ニュータウン（つばきみねニュータウン）は、埼玉県所沢市西部にあるニュータウンである。

## 概要
山口北西部から小手指南にまたがる狭山丘陵の一角を切り開いて1980年に開発された。開発の際、反対運動が起きている。
自然に調和するように緑地協定で敷地の20%以上を緑化するように定めている。近年開発された北部の小手指南地区を「第二椿峰」と分けて呼ぶこともある。
椿峰ニュータウン西交差点と、椿峰ニュータウン東交差点を起点と終点とするニュータウンの中央を通る大通り（「椿峰中央通り」）があり、バス路線もそこを通る。またこの道路とほぼ平行して歩行者専用の「緑道」がある。緑道の総延長は1,400m、幅員は6m、6か所の陸橋（立中坂陸橋、高峰陸橋、城上陸橋、打越陸橋、峯薬師陸橋）がある。

### 小字
- 椿峰
- 野竹
- 小谷
- 高峰
- 薬師前
- 城の上
- 猿久保

## 交通
- 西武狭山線下山口駅下車

### 路線バス
- 西武バス
  - 西武池袋線小手指駅より椿峰ニュータウン行きバス　（小手01系統）
    - 椿峰ニュータウン入口〜椿峰小学校入口〜図書館前〜椿峰中央〜中央公園〜椿峰ニュータウン下車

## 主な施設・名所・観光スポット

### 学校
- 所沢第三文化幼稚園
- 椿峰小学校
- 山口小学校
- 上山口中学校
- 山口中学校

### 公園
- 椿峰中央公園 - 所沢市椿峰土地地区整理事業の「竣工記念碑」が設けられている。
- 高峰公園 - 大通りから見える大きな桜「たてかわざくら」がある。
- 城上公園
- 小谷公園

### 公共施設
- 所沢市立図書館椿峰分館
- つばき児童館
- 椿峰コミュニティ会館
- 椿峰コミュニティ会館別館
- 山口公民館

### 病院
- 所沢明生病院 - ニュータウンのほぼ中央にある。救急指定病院。
- 椿歯科医院

### 商業施設
- ヤオコー

## 歴史
- 1980年（昭和55年） - 椿峰ニュータウンの開発開始。
- 1984年（昭和59年） - 西武バス所沢営業所により、路線バス小手指駅〜椿峰ニュータウン線が開通。その後増便される。